# Spatialisme (poésie)
Pour les articles homonymes, voir Spatialisme.
Pour un article plus général, voir Poésie visuelle.
Le spatialisme est un mouvement poétique créé par le poète Pierre Garnier et sa femme Ilse Garnier.

## Origines

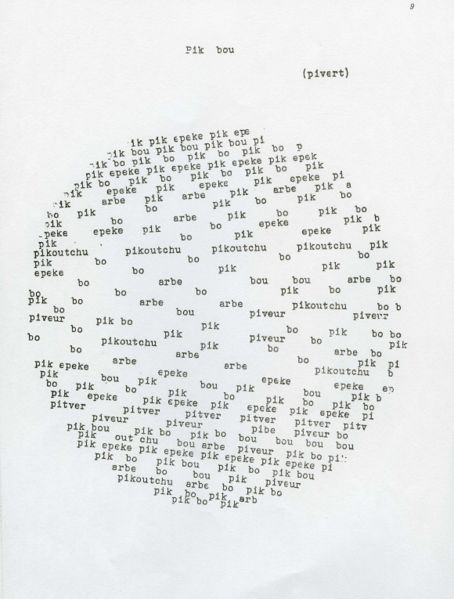
Pierre Garnier, poème Pik bou (« picvert » en picard), Ozieux 1, 1966

Le mot apparaît pour la première fois le 25 novembre 1963 dans le numéro 31 de la revue Les Lettres (voir la liste des manifestes), qui deviendra ensuite la Revue du spatialisme.
Pierre Garnier le définit ainsi : « J'ai débarrassé la poésie des phrases, des mots, des articulations. Je l'ai agrandie jusqu'au souffle. [...] à partir de ce souffle peuvent naître un autre corps, un autre esprit, une autre langue, une autre pensée - / Je puis réinventer un monde et me réinventer. » (Article : « Un art nouveau : la sonie », op.cit.)

### Les manifestes
- Manifeste pour une poésie nouvelle, visuelle et phonique (avec Ilse Garnier, 30 septembre 1962), revue Les Lettres no 29, André Silvaire, 28 janvier 1963
- Deuxième manifeste pour une poésie visuelle (31 décembre 1962), revue Les Lettres no 30, André Silvaire, 30 mai 1963
- Note liminaire : Plan pilote fondant le Spatialisme, revue Les Lettres no 31, André Silvaire, 25 novembre 1963
- Position I du mouvement international, revue Les Lettres no 32, André Silvaire, 27 avril 1964
- Éléments d'un théâtre, troisième manifeste du spatialisme (avec Seiichi Niikuni), éd. Galerie Press, Saint-Gall, Suisse, 1966

Voir également les rééditions des œuvres de Pierre et Ilse Garnier de Pierre et Ilse Garnier.

### Participants
Augusto et Haroldo de Campos (en), Eugen Gomringer, Franz Mon (de), Heinz Gappmayr (de), Seiichi Niikuni (en), Keiichi Nakamura, etc.

## Sources et références